# Bureau des affaires juridiques
Le Bureau des affaires juridiques ou OLA (Office of Legal Affairs en anglais) est un bureau du Secrétariat des Nations unies, créé en 1946. Depuis 2008, le Secrétaire général adjoint aux affaires juridiques et le Conseiller juridique des Nations unies est Miguel de Serpa Soares  du Portugal.
Le bureau est composé de six divisions:
- OLC - Bureau du Conseiller juridique
- GLD - Division des questions juridiques générales
- COD - Division de la codification
- DOALOS - Division des affaires maritimes et du droit de la mer
- ITLD - Division du droit commercial international
- TREATIES - Traités.